# Torpes (Doubs)
Torpes ist eine französische Gemeinde mit 1004 Einwohnern (Stand: 1. Januar 2022) im Département Doubs in der Region Bourgogne-Franche-Comté. Sie gehört zum Arrondissement Besançon und ist Mitglied im Gemeindeverband Grand Besançon Métropole. Die Bewohner werden Torpésiens und Torpésiennes genannt.

## Geographie
Torpes liegt auf 260 m, etwa zwölf Kilometer südwestlich der Stadt Besançon (Luftlinie). Das Dorf erstreckt sich am westlichen Rand des Juras, auf einer Geländeterrasse über einer Flussschleife des Doubs, gegenüber von Thoraise.
Die Fläche des 5,55 km² großen Gemeindegebiets umfasst einen Abschnitt des Doubstals. Die östliche Grenze verläuft entlang dem Doubs, der hier mit mehreren Windungen durch eine breite Talniederung nach Süden fließt. Vom Flusslauf erstreckt sich das Gemeindeareal westwärts über die flache Talaue und die angrenzende Steilstufe, die meist 20 bis 40 m hoch ist und teilweise von Felsen markiert wird, bis auf die Terrasse von Torpes. Daran schließt sich im Westen eine leicht gewellte Landschaft mit Waldgebieten (Bois du Gîte) und Acker- oder Wiesland an. Ganz im Süden reicht der Gemeindeboden auf einen Ausläufer der Höhe des Grand Bois, auf dem mit 350 m die höchste Erhebung von Torpes erreicht wird.
Zu Torpes gehört der Weiler Piroulette (255 m) auf dem Plateau nördlich des Doubstals. Nachbargemeinden von Torpes sind:
- Velesmes-Essarts und Grandfontaine im Norden,
- Thoraise im Osten,
- Boussières im Süden,
- Osselle-Routelle mit Osselle im Süden und Routelle im Westen.

## Geschichte
Im Mittelalter bildete Torpes eine eigene Herrschaft, die 1333 in den Besitz der Herrschaft Thoraise kam. Zusammen mit der Franche-Comté gelangte das Dorf mit dem Frieden von Nimwegen 1678 definitiv an Frankreich. Bis zu seinem Tod unter der Guillotine 1793 war Torpes im Besitz des Louis Marie Florent de Lomont d’Haraucourt, duc du Châtelet.

## Sehenswürdigkeiten

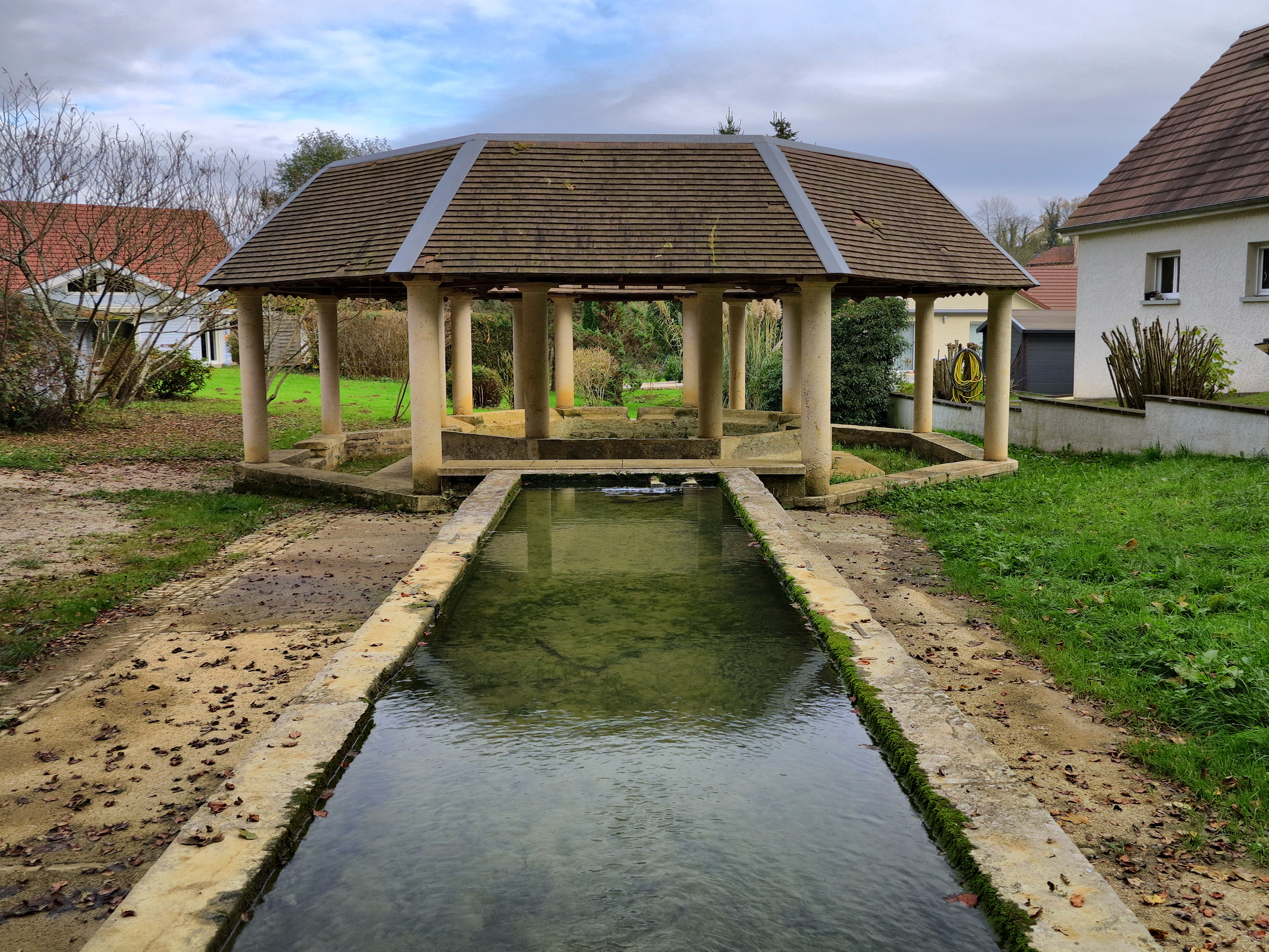
Lavoir in Torpes

Die Dorfkirche Saint-Michel wurde im 18. Jahrhundert im klassischen Stil erbaut. Das Schloss Torpes am Rand des Plateaus, das ursprünglich aus dem 13. und 14. Jahrhundert stammte, 1492 jedoch abbrannte, wurde ab 1735 auf den Ruinen des mittelalterlichen Baus neu errichtet. Es befindet sich heute in Privatbesitz.

## Bevölkerung
| Jahr                       | 1962 | 1968 | 1975 | 1982 | 1990 | 1999 | 2007 | 2018 |
| Einwohner                  | 467  | 469  | 509  | 566  | 580  | 713  | 788  | 1022 |
| Quellen: Cassini und INSEE |      |      |      |      |      |      |      |      |

Mit 1004 Einwohnern (Stand 1. Januar 2022) gehört Torpes zu den kleinen Gemeinden des Départements Doubs. Nachdem die Einwohnerzahl in der ersten Hälfte des 20. Jahrhunderts stets im Bereich zwischen 390 und 470 Personen gelegen hatte, wurde seit Beginn der 1970er Jahre ein deutliches Bevölkerungswachstum verzeichnet.

## Wirtschaft und Infrastruktur
Torpes war bis weit ins 20. Jahrhundert hinein ein vorwiegend durch die Landwirtschaft (Ackerbau, Obstbau und Milchwirtschaft) und die Forstwirtschaft geprägtes Dorf. Daneben gibt es heute verschiedene Betriebe des Klein- und Mittelgewerbes. Mittlerweile hat sich das Dorf auch zu einer Wohngemeinde gewandelt. Viele Erwerbstätige sind Wegpendler, die in der Agglomeration Besançon ihrer Arbeit nachgehen.
Die Ortschaft liegt abseits der größeren Durchgangsstraßen an einer Departementsstraße, die von Grandfontaine nach Osselle führt. Der nächste Anschluss an die Autobahn A36 befindet sich in einer Entfernung von ungefähr zehn Kilometern. Weitere Straßenverbindungen bestehen mit Routelle und Boussières. Torpes besitzt einen Bahnhof an der Eisenbahnstrecke von Besançon nach Mouchard.